# Tobias Figueiredo
Tobias Pereira Figueiredo (Sátão, 4 februari 1994) is een Portugees voetballer die sinds 2012 als centrale verdediger speelt voor Sporting Lissabon B, het tweede elftal van de Portugese topclub. In 2014 werd hij voor een half jaar uitgeleend aan het Spaanse CF Reus Deportiu. Figueiredo speelde al bijna 50 jeugdinterlands voor Portugal.